# Hermann von Gnas
Hermann von Gnas († 26. Februar 1438) war Bischof von Lavant und Gegenbischof von Gurk.

## Leben
Hermann von Gnas entstammte einer steirischen Ritterfamilie mit Sitz in Gnas in der Mittelsteiermark. 1430 wurde er Domherr in Salzburg und Hofmeister des Salzburger Erzbischofs Johann von Reisberg. Dieser ernannte ihn 1432 nach dem Tod des Gurker Bischofs Ernst Auer von Herrenkirchen zu dessen Nachfolger, während Herzog Friedrich IV. von Österreich-Tirol dessen Kanzler und Bischof von Lavant Lorenz von Lichtenberg ernannte. In einem Vergleich kamen am 25. Oktober 1433 Herzog und Erzbischof überein, dass Lichtenberg Gurk und Gnas das Bistum Lavant erhalten sollte. Am 2. November 1433 wurde Hermann von Gnas durch den Salzburger Erzbischof zum Bischof von Lavant ernannt, starb jedoch bereits am 26. Februar 1438. Seine letzte Ruhestätte ist nicht überliefert.